# 오호리 공원

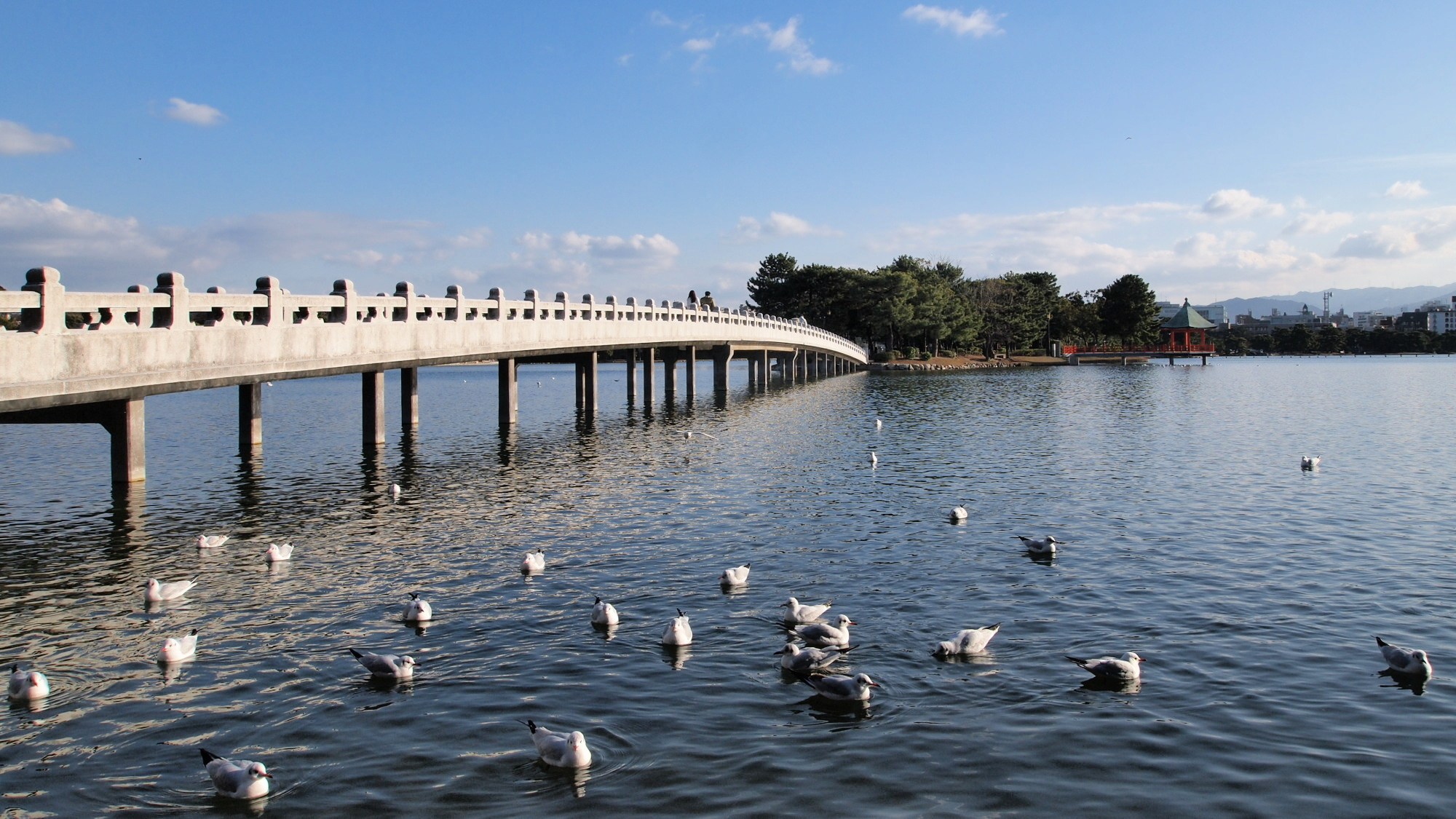
오호리 공원

오호리 공원(일본어: 大濠公園)은 후쿠오카현 후쿠오카시 주오구에 있는 공원이다. 연못이 공원 면적의 약 60%를 차지하고 있는 물의 공원이다. 원래는 적의 공격을 막기 위해 판 것으로, 중국의 시 호를 모방한 것이다. 기다란 형태의 연못 중앙에는 3개의 섬이 있는데, 다리로 건너갈 수 있게 되어 있다. 연못 주변에는 3,000그루의 버드나무가 심어져 있는 약 2km의 산책로가 있어, 시민들의 휴식공간으로 이용된다.

## 같이 보기
- 오호리 공원역